# Carl Lang (Schriftsteller)

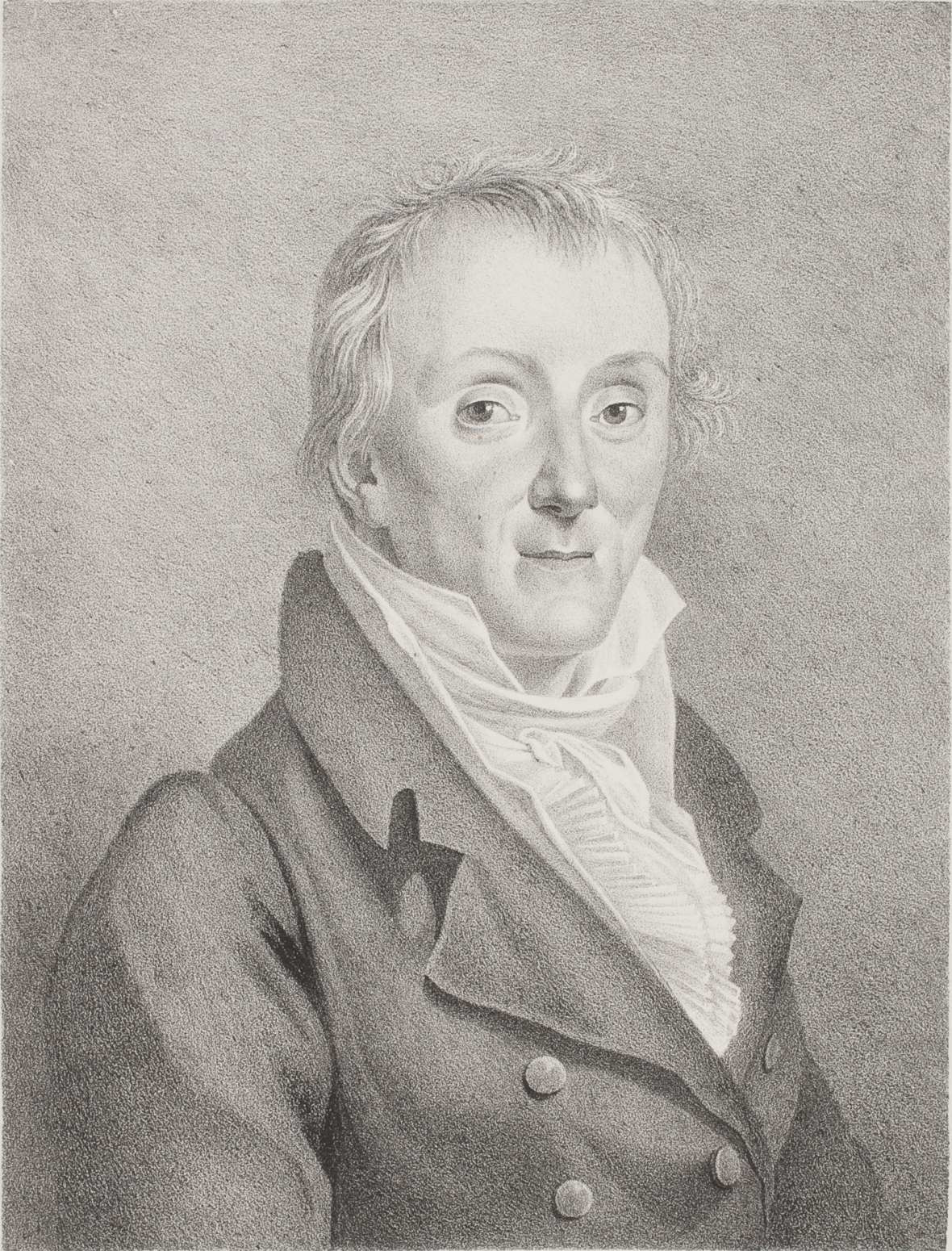
Carl Lang

Friedrich Carl Lang (* 27. Oktober 1766 in Heilbronn; † 16. Mai 1822 auf Schloss Wackerbarth auf Naundorfer Flur, heute Radebeul; auch Karl Lang) war ein deutscher Schriftsteller, Pädagoge und Kupferstecher, bekannt auch unter den Pseudonymen Karl August Hirschmann und August Lindemann.

## Leben und Wirken
Nach seinem juristischen Studium in Erlangen und Göttingen wurde Carl Lang 1789 Kanzleiadvokat und Archival-Akzessist beim Ritterkanton Kraichgau des Ritterkreises Schwaben der Reichsritterschaft in seiner Geburtsstadt Heilbronn, 1795 bei dem genannten Kanton dort Sekretär. Ein Kollege in der Kanzlei des Kantons Kraichgau war Jakob Gottlieb Reuß (1753–1839), seit 1780 dort Archivar, seit 1795 Konsulent, der über seinen Vetter Christian Friedrich von Reuß (1745–1813), einen Experten für den Animalischen Magnetismus, mit Dr. Eberhard Gmelins Patientin Charlotte Elisabethe Zobel verschwägert war. 1796 wurde Lang Stadtgerichtsassessor, 1797 Senator der Freien Reichsstadt Heilbronn. Bereits in seine frühen Jahre fallen erste literarische Veröffentlichungen: So veröffentlichte Lang 1786 eine Äsop-Übersetzung sowie seinen ersten eigenen Gedichtband. Nachdem er den Senat seiner Heimatstadt für die Unterstützung der Übersiedlung der Kupferdruckerei der geschlossenen Hohen Karlsschule gewonnen hatte, gründete er zunächst ein Atelier für Kupferdruck und dann 1796 das Schwäbische Industrie-Comptoir, einen Kunstverlag, welcher 1799 bankrottging.
Lang entschloss sich darauf unter Zurücklassung seiner Familie in Heilbronn zur Flucht und machte seine bereits während des Studiums geübte Schriftstellerei zum Beruf. Nach Zwischenstationen in Altona, Berlin und Leipzig ließ sich Lang im sächsischen Tharandt nieder, wo er 1810 eine später auch international renommierte Erziehungsanstalt für Knaben gründete.
1816 erwarb er das dem Amt Dresden direkt unterstehende Schloss Wackerbarths Ruh’ (Naundorfer Weinbergsflur, ab 1839 Landgemeinde Niederlößnitz, heute Stadtteil von Radebeul) für seine Knabenerziehungsanstalt, die dort in der Nähe von Dresden viele  Schüler anzog. Lang starb 1822 auf seinem Schloss. Langs Schwiegersohn Carl Vogel, der in die Leitung der Erziehungsanstalt einbezogen war, war der Vater der dort 1822 geborenen Schriftstellerin Elise Polko und des Afrikaforschers Eduard Vogel.
Viele der von Lang verfassten und teilweise von ihm selbst herausgegebenen Werke wurden auch mit eigenen Illustrationen (Kupferstichen) versehen.
Friedrich Hölderlins späterer Verleger Carl Lang war seit 12. September 1790 als Freimaurer Mitglied der am 1. März 1742 als Johannisloge „L’Union“ gegründeten, freilich vom 8. Juni 1793 bis zum 12. Januar 1798 wegen der Kriegszeit inaktiven, Frankfurter Freimaurerloge „Zur Einigkeit“, der auch zwei Onkel von Hölderlins Brotherrn Jakob („Kobus“) Friedrich Gontard-Borkenstein (1764–1843), dem Ehemann von Hölderlins Geliebter „Diotima“, Susette Gontard, geb. Borkenstein (1769–1802), affiliiert waren: Johann Heinrich Gontard-du Bosc (1736–1799), seit 1773 Eigentümer des herrschaftlichen Anwesens Weißer Hirsch am Großen Hirschgraben 3, wo auch Jakob Friedrich Gontard-Borkenstein mit seiner Ehefrau wohnte, und der freilich wohl zumeist im Gebiet des heutigen Österreich weilende Johann Jakob Freiherr von Gontard (1739–1819).

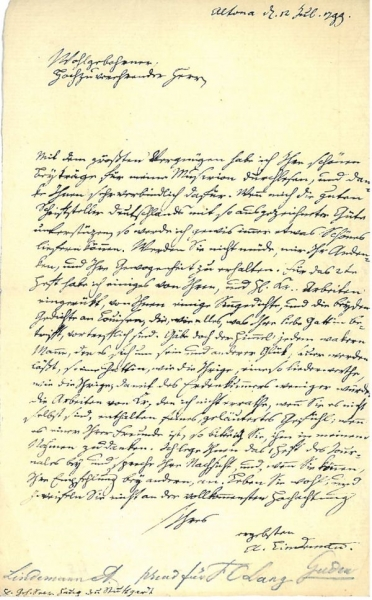
Brief Langs (Pseudonym Aug. Lindemann) aus Altona an Friedrich Haug in Stuttgart (1799)

## Werke

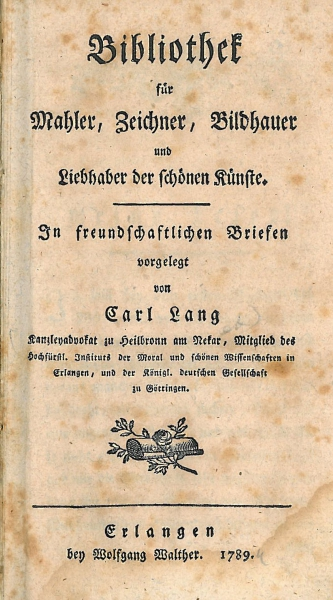
Titelblatt der Bibliothek für Mahler, Zeichner, Bildhauer und Liebhaber der schönen Künste (1789)

- Bibliothek für Mahler, Zeichner, Bildhauer und Liebhaber der schönen Künste / in freundschaftlichen Briefen vorgelegt von Carl Lang. Erlangen 1789. (Online-Besprechung der Allgemeinen Literaturzeitung \ Jahrgang 1789 \ Band 4 \ Numero 315).
- Briefe für Maler, Zeichner …. 1791–1792.
- Historisches Taschenbuch für den deutschen Adel. 1795.
- Almanach und Taschenbuch für haeusliche u. gesellschaftl. Freuden. Mit Kupfern von D. Chodowicki H. Guttenberg &. Frankfurt am Mayn bei Guilhaumann und Heilbronn am Neckar bei dem Herausgeber, 1797 (Online-Version).
- Tempel der Natur und Kunst. Tauchnitz, Leipzig 1802.
- Sommerblumen. Gemählde des menschlichen Lebens. Tauchnitz, Leipzig 1803.
- Die Haushaltung der Menschen unter allen Himmelsstrichen. 1804–1807.
- Beschreibung des Plauenschen Grundes, des Badeorts Tharant u. seiner Umgebung. Beger, Dresden 1812. (Digitalisat)
- Abriß der Sitten und Gebräuche aller Nazionen oder kurze Darstellungen der merkwürdigsten menschlichen Wohnpläze, Beschäftigungen und Gewohnheiten in den fünf Theilen der Welt. Nürnberg 1810–1827. (Digitalisat Band 1), (Band 2), (Band 3), (Band 4), (Band 5)
- Geschichtliche Denkwürdigkeiten. Durch Kupferblätter anschaulich gemacht, und für alle Stände zum Nuzen und Vergnügen faßlich beschrieben. Nürnberg 1813–1815. (Digitalisat Band 1), (Band 2), (Band 3)
- Ritter Göz von Berlichingen mit der eisernen Hand. Für Freunde der teutschen Geschichte im Mittelalter. Claß, Heilbronn 1825. (Digitalisat der 3. Aufl.)
- Ritter Franz von Sickingen. Fürü Freunde der altdeutschen Geschichte. Claß, Heilbronn/Rothenburg 1825. (Digitalisat der 2. Aufl. 1825)